# Tursiops truncatus × Pseudorca crassidens
El balfín (Tursiops truncatus x Pseudorca crassidens) es un cetáceo híbrido que se ha producido tanto en cautiverio como en estado salvaje, resultado de cruce de delfín mular nariz de botella y falsa orca. Solo se conoce un caso de este hibridismo en cautiverio: una hembra llamada Kekaimalu, nacida por sorpresa el 15 de mayo de 1985 mientras sus padres compartían piscina en el Sea Life Park de Hawái.
Kekaimalu tuvo descendencia tres veces con un delfín de nariz de botella: el primer hijo, nacido cuando Kekaimalu era muy joven, murió a los pocos días de nacer, el segundo vivió 9 años, y el tercero, una hembra, nació el 23 de diciembre de 2004.
La palabra balfín, tanto en español como en inglés (wholphin), es la unión de las palabras ballena (whale) y delfín (dolphin). Este nombre es incorrecto, puesto que ni la orca, ni las falsas orcas son ballenas, sino delfines (pertenecen a la misma familia Delphinidae). Además, resulta muy poco específico, pues no se descarta que otras especies dentro de esta familia también puedan hibridarse.

## Descripción
El tamaño, color y forma del balfín, son el intermedio entre las especies progenitoras. Posee 66 dientes, que es el intermedio entre un delfín nariz de botella (88 dientes) y una falsa orca (44 dientes).
Al contrario que la mayoría de los híbridos, que normalmente son estériles, los balfines son fértiles.